# Несократимая дробь
В математике несократимая (приведённая) дробь — обыкновенная дробь вида {\displaystyle \pm {\frac {m}{n}}}, которую невозможно сократить. Другими словами, дробь несократима, если её числитель и знаменатель взаимно просты, то есть не имеют общих делителей, кроме {\displaystyle \pm 1}. Например, дробь {\displaystyle {\frac {121}{90}}} несократима, а {\displaystyle {\frac {120}{90}}} можно сократить: {\displaystyle {\frac {120}{90}}={\frac {12}{9}}={\frac {4}{3}}.}

## Обыкновенные дроби
Каждое ненулевое рациональное число единственным образом может быть представлено в виде несократимой дроби вида {\displaystyle {\frac {m}{n}},} где {\displaystyle m} — целое число, а {\displaystyle n} — натуральное. Это следует из основной теоремы арифметики. Если разрешить знаменателю {\displaystyle n} быть отрицательным, то возможно второе несократимое представление:
{\displaystyle -{\frac {4}{5}}={\frac {-4}{5}}={\frac {4}{-5}}}
Для приведения обыкновенной дроби {\displaystyle \pm {\frac {m}{n}}} к несократимому виду надо разделить её числитель и знаменатель на наибольший общий делитель НОД{\displaystyle (m,n).} Чтобы найти наибольший общий делитель, обычно используется алгоритм Евклида или разложение на простые множители.
Для целого числа n представлением в виде несократимой дроби является
{\displaystyle n={\frac {n}{1}}\ }

## Вариации и обобщения
Свойства несократимости, существующие для обыкновенных дробей, сохраняются для произвольного факториального кольца, то есть кольца, в котором справедлив аналог основной теоремы арифметики. Всякую дробь из элементов факториального кольца (с ненулевым знаменателем) можно представить в несократимом виде, причём однозначно с точностью до делителей единицы данного кольца.
Кольцо гауссовых чисел состоит из комплексных чисел вида {\displaystyle a+bi,} где {\displaystyle a,b} — целые числа. Делителей единицы четыре: {\displaystyle 1;-1;i;-i.} Это кольцо факториально, и теория дробей для него строится аналогично целым числам, Например, несложно проверить, что дробь {\displaystyle {\frac {4+2i}{4+7i}}} может быть сокращена до (уже несократимой) {\displaystyle {\frac {2}{3+2i}}.}
Многочлены с коэффициентами из некоторого кольца также образуют факториальное кольцо — кольцо многочленов. рациональные функции, то есть дроби, в числителях и знаменателях которых стоят многочлены. Делителями единицы здесь будут ненулевые числа (как многочлены нулевой степени). Неоднозначность представления можно устранить, потребовав, чтобы многочлен в знаменателе был приведённым.
Однако над произвольным кольцом элемент кольца частных, вообще говоря, не обязан иметь единственное, с точностью до делителей единицы, представление в виде несократимой дроби, поскольку основная теорема арифметики справедлива не во всяком кольце. Рассмотрим, к примеру, комплексные числа вида {\displaystyle a=m+in{\sqrt {5}}}, где {\displaystyle m}, {\displaystyle n} — целые числа. Сумма и произведение таких чисел будут числами того же вида, поэтому они образуют кольцо. Однако оно не является факториальным, и представление дробей в несократимом виде неоднозначно, например:
{\displaystyle {\frac {6}{3(1+i{\sqrt {5}})}}={\frac {2}{1+i{\sqrt {5}}}}={\frac {1-i{\sqrt {5}}}{3}}}
У второй и третьей дробей и числитель, и знаменатель — простые числа для указанного кольца, поэтому обе дроби несократимы.